# Karthauzi Szent Brúnó
Kölni Szent Brúnó vagy magyarul Karthauzi Szent Brúnó (németül: Bruno von Köln, franciául: Bruno de Cologne, olaszul: Bruno di Colonia) (Köln, 1032 körül – Santa Maria dell'Eremo, 1101. október 6.) középkori német remete, a karthauzi rend megszervezője.

## Élete
Brúnó Kölnben született rajnai nemes családból 1032 körül. Szülővárosában, majd a reimsi székesegyház iskolájában folytatott tanulmányokat. Egy 12. századi krónika kiemeli, hogy Brúnó alapos műveltségre tett szert a vallásos és a világi irodalomban. 1056-ban vagy 1057-ben lett kanonok Reimsben, később pedig a székesegyház iskolájának vezetését bízták rá. 1075-től érseki kancellár. Támogatta VII. Gergely pápa egyházreform-törekvéseit, majd – mivel idővel nézeteltérése támadt az erkölcstelen életű Manassé reimsi érsekkel – 1081-ben visszavonult a világi élettől a mai Avirey-Lingey melletti Séche-Fontaine erdeibe, Molesme-i Szent Róbert közelébe. Később hat társával (négy pap és két laikus testvér) Grenoble-ba költözött. Onnan Grenoble-i Szent Hugó 1084-ben a Chartreuse (lat. Carthusia) nevű lakatlan völgybe irányította.
Az 1175 méter magasságban fekvő, hideg és nedves éghajlatú völgyet magas, zordon hegyek vették körül. A kis csoport hat évig élt itt a csendes magányban, elrejtve a világ elől. Brúnó semmi mást nem kívánt meg a társaktól, csak a helyben maradásra vonatkozó fogadalmat. Nem gondolt arra, hogy szerzetesrendet alapítson, csak azt tekintette fontosnak, hogy a nagy szent remeték hagyományát folytassák. A remeték – jóllehet egymás közelében éltek, közös épületük, kolostoruk is volt – életmódjuk mégis lényegesen különbözött a fonte-avellanói vagy kamalduli, s még inkább a bencés kolostorok életformájától.
1089–1090-ben Brúnó egykori tanítványa, II. Orbán pápa Itáliába hívta mesterét. A remete nem érezte jól magát a világvárosban, és visszakívánkozott a karthauzi völgybe, vagy legalább Rómában akart remeteként élni. Ez utóbbi törekvését támogatta pápa, és rendelkezésére bocsátotta a város egy csendes területét: Diocletianus római császár egykori thermáit (ma ezen a helyen áll a Santa Maria degli Angeli-bazilika). Brúnónak azonban rövid itt-tartózkodás után a pápával együtt menekülnie kellett Dél-Itália felé, mert az ellenpápa hívei az életüket veszélyeztették.
1091-ben Brúnó tehát Kalábriában telepedett le, ugyanakkor nem fogadta el a neki felajánlott reggiói érsekséget. Ehelyett itt is alapított egy remeteséget Santa Maria della Torre néven, és ott fejezte be az életét 1101-ben. 1193-ban a kalábriai remeteséget feloszlatták, Brúnó testét pedig a nem messze lévő – ugyancsak Brúnó által alapított – Szent István-kolostor templomába szállították át. Bár több középkori szenthez hasonlóan hivatalosan nem kanonizálták, de a katolikus egyház szentként tiszteli, és ünnepét 1623-ban fel is vette a római naptárba. Ünnepnapja október 6.
Brúnó közösségéből alakult ki a bencés regulát szigorúan követő remeterendet, mely később karthauzi rend néven vált ismertté.

## Művei
A rendalapítónak mindössze két levele és egy zsoltármagyarázata ismert. Életéről kortársak és 12. századi krónikák számolnak be.

## Életrajza magyar nyelvemlékben
- Részletesen beszámol Karthauzi Szent Brúnó életéről a névtelen karthauzi szerzetes az 1526 körüli Érdy-kódexben. (Immáran lészen emléközet az nagy szent karthuziai szerzetnek eredetiről IN: A néma barát megszólal – Válogatás a karthauzi névtelen beszédeiből, vál. Madas Edit), Magvető Kiadó, Budapest, 1985 ISBN 963 14 0415 3, 471–501. o.)